# Carsten Busch (Medieninformatiker)

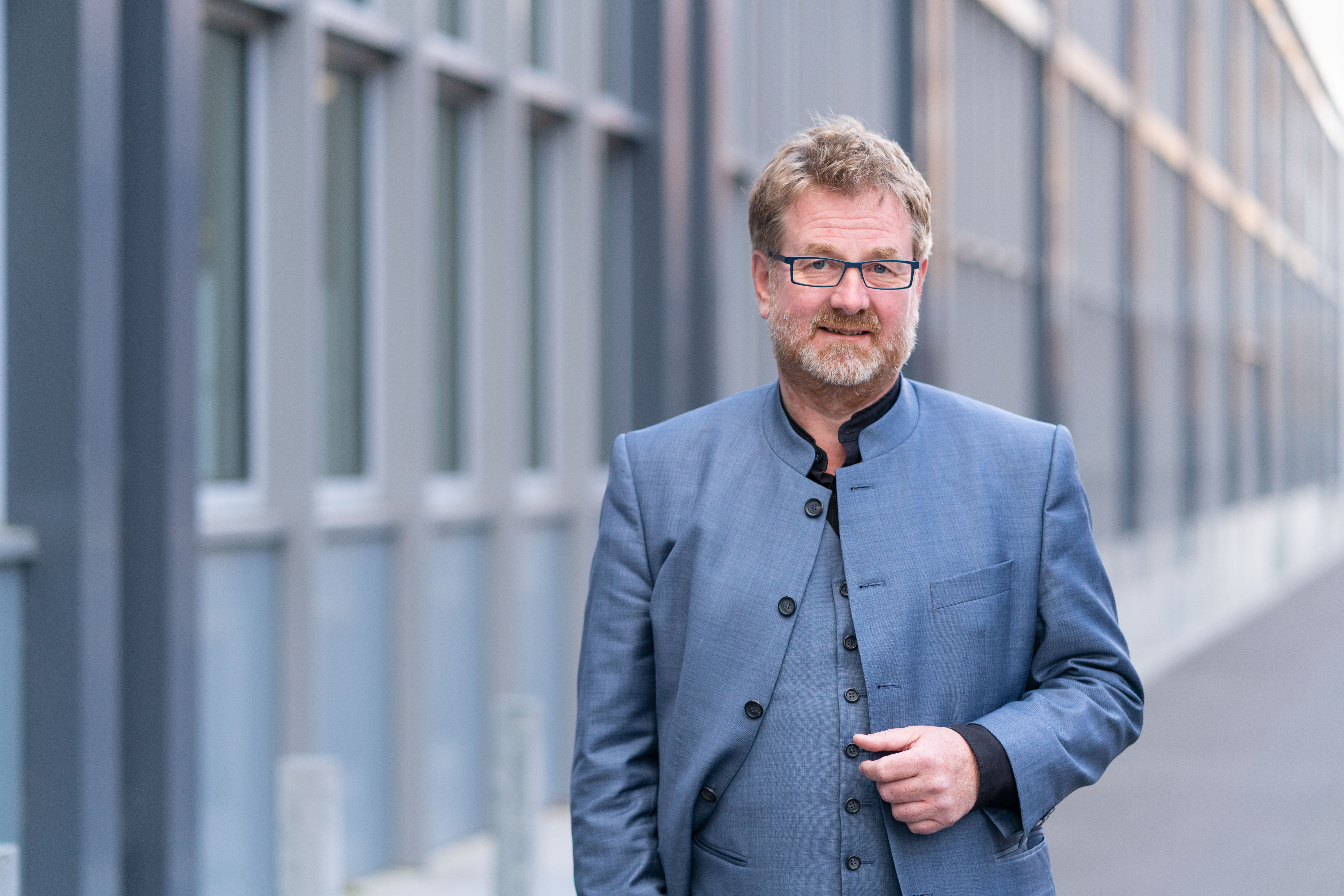
Carsten Busch (2019)

Carsten Busch (* 27. März 1963) ist ein deutscher Medieninformatiker und Professor für Medienwirtschaft/Medieninformatik und ehemaliger Präsident der Hochschule für Technik und Wirtschaft Berlin.

## Ausbildung und Beruf
Busch studierte von 1982 bis 1990 Informatik an der TU Berlin. Nach Stationen als Mitarbeiter an der TU Berlin und an der Universität der Künste Berlin promovierte er 1997 über „Metaphern in der Informatik“ an der TU Berlin. Es folgten Lehrtätigkeiten an der European Business School Oestrich-Winkel, der International School of Management Dortmund,  der Kunstakademie Poznan, der Akademie für Volkswirtschaft Moskau, der TU Berlin und der UdK Berlin.
Gemeinsam mit Partnern gründete er 2002 das Institut für Marken und Medien, das er über 15 Jahre als geschäftsführender Gesellschafter leitete.

## Hochschulkarriere
Seit 2006 ist Carsten Busch Professor an der Hochschule für Wirtschaft und Technik Berlin im Internationalen Studiengang Medieninformatik. Er gründete und leitet die Forschungsgruppe Creative Media und ist Mitbegründer des Forschungszentrums Kultur und Informatik an der HTW Berlin. Er war Dekan des Fachbereichs „Informatik, Kommunikation und Wirtschaft“ der HTW Berlin von 2012 bis 2014 und Vorsitzender des Akademischen Senats von 2016 bis 2018.
Von April 2019 bis März 2023 leitete er die HTW Berlin als Präsident.
Von Oktober 2019 bis September 2022 war er Sprecher der Landeskonferenz der Rektoren und Präsidenten der Berliner Hochschulen für angewandte Wissenschaften (HAW); in diese Zeit fiel die Neufassung des Berliner Hochschulgesetzes und die damit verbundene Einführung des Promotionsrechts für die HAW in Berlin.

## Ehrenämter und Mitgliedschaften
Carsten Busch ist bzw. war Mitglied in diversen Beiräten, Jurys und Gremien, u. a. Vorstand des Einsteincenter Digital Future und im Stifterrat des Alexander von Humboldt Instituts für Internet und Gesellschaft, Board of Trustees der German International University of Applied Sciences Cairo, Nationales MINT Forum, food2innovation Forum, Vernetzungsbeirat von MINTvernetzt, Aufsichtsrat des Kompetenzzentrums Wasser Berlin KWB, einer Tochtergesellschaft der Berliner Wasserwerke, Kurator der Technologiestiftung Berlin sowie der bbw Hochschule.

## Publikationen
- Busch, Carsten; Kassung, Christian; Sieck, Jürgen: Kultur und Informatik: Hybrid Systems, vwh Verlag Werner Hülsbusch, Glückstadt, 2018, ISBN 978-3-86488-128-2
- Busch, Carsten; Sieck, Jürgen; Zhang, Gefei (Hg.): Forschung, Lehre & Ethik. Festschrift für Prof. Dr. Debora Weber-Wulff, Buchdruck Jürgens, Berlin, 2017, ISBN 978-3-00-056631-8
- Busch, Carsten; Kassung, Christian; Sieck, Jürgen (Hg.): Kultur und Informatik. Mixed Reality, S. 1–311, vwh Verlag Werner Hülsbusch, Glückstadt, 2017, ISBN 978-3-86488-119-0
- Busch, Carsten: Digitalisierung: Menschen zählen. In: Knaut, Matthias (Hg.): Digitalisierung: Menschen zählen. BWV Berliner Wissenschafts-Verlag, Berlin, 2016. ISBN 978-3-8305-3700-7
- Busch, Carsten; Sieck, Jürgen (Hg.): Kultur und Informatik: Augmented Reality. vwh Verlag Werner Hülsbusch, Glückstadt, 2016, ISBN 978-3-86488-103-9
- Busch, Carsten: Creative Media – Texte und Aufsätze. vwh Verlag Werner Hülsbusch, Glückstadt, 2015, ISBN 978-3-86488-085-8
- Busch, Carsten: Inside Creative Media – Werkstattbericht. vwh Verlag Werner Hülsbusch, Glückstadt, 2015, ISBN 978-3-86488-086-5
- Busch, Carsten; Sieck, Jürgen (Hg.): Kultur und Informatik: Cross Media. vwh Verlag Werner Hülsbusch, Glückstadt, 2015, ISBN 978-3-86488-082-7
- Busch, Carsten; Conrad, Florian; Steinicke, Martin: Digitale Spiele und die Reise des Helden. In: Busch, Carsten; Schildhauer, Thomas (Hrsg.), Digital-experimentelle Lernkulturen und Innovationen, S. 21–50. vwh Verlag Werner Hülsbusch, Glückstadt, 2014
- Busch, Carsten: Gamification – Technologies and Methods of Digital Games as Innovation Drivers in Creative and other Industries. In: Holl, Friedrich; Kiefer, Dirk: Creative Sprint – A Collaborative View on Challenges and Opportunities in the Creative Sector, S. 109–128, Fachhochschule Brandenburg, Brandenburg/Havel, 2014
- Busch, Carsten (Hg): Proceedings of the 8th European Conference on Game Based Learning, Berlin, S. 1–847, Academic Conferences and Publishing International Limited, Reading, UK, 2014
- Schildhauer, Thomas; Trobisch, Nina; Busch, Carsten (Hrsg.): Realität und Magie vom Heldenprinzip heute – Ein Arbeitsbuch für Wissenschaft, Wirtschaft und Weiterbildung, Monsenstein und Vannerdat, Münster, 2012
- Busch, Carsten: Gaming as social acitivity. In: Perspectives Workshop: Digital Social Networks, S. 18, Leibniz-Zentrum für Informatik Schloß Dagstuhl, Schloß Dagstuhl, 2010
- Busch, Carsten; Kastner, Sonja; Vaih, Christina: Die Kunst der Markenführung, BusinessVillage, Göttingen, 2009